# Kleintabarz
Kleintabarz ist der nördliche Ortsrand der Gemeinde Bad Tabarz im Landkreis Gotha in Thüringen. Der Ort verdankt seine Entstehung der Wasserkraft des Flüsschens Laucha. Kleintabarz wird im Osten von der Bundesstraße 88 tangiert, das Gewerbegebiet Am Jagdhaus trennt die aus Langenhainer Straße und Friedhofsweg bestehende Siedlung vom 500 m südlich gelegenen Ortskern Tabarz. Die geographische Höhe des Ortes beträgt 370 m ü. NN.

## Geschichte
Ein Sühnekreuz an der Flurgrenze zu Langenhain ist das älteste bekannte Geschichtszeugnis von Kleintabarz. Um die Untermühle und ein zum Zeughaus vom Schloss Tenneberg bei Waltershausen gehörendes herzogliches Jagdhaus, entwickelte sich der 1614 erstmals erwähnte Ortsteil Klein Tabarz. Mitsamt der darum befindlichen Mühlen, Fabriken und des Landarmenhauses wurden im Jahr 1925 die Gemeinden Klein-Tabarz und Groß-Tabarz zur Gemeinde Tabarz vereinigt.
In Kleintabarz befindet sich ein Gedenkstein für die Gefallenen des Ersten Weltkrieges, ein kleiner Friedhof der Gemeinde Tabarz, ehemalige Mühlen an der Laucha sowie mehrere Betriebe. Das ehemalige Landarmenhaus wurde im 20. Jahrhundert als landwirtschaftliches Gut eingerichtet und war in der DDR-Zeit zeitweise ein Heim. Am Ortsrand entstand eine Kleingartenanlage mit Inselsbergblick. Ein beliebter Radweg verbindet Tabarz über Kleintabarz mit  Langenhain, Laucha, Mechterstädt und Waltershausen.